# Ryukishi07
Ryukishi07 (竜 骑士 07 Ryūkishi Zero Nana, Nacido 19 de noviembre de 1973) es el seudónimo de un japonés originario de la prefectura de Chiba, y el creador original de la idea de la serie de novelas visuales Higurashi no Naku Koro ni y Umineko no Naku Koro ni. Es el miembro representante del grupo 07th Expansion. Su nombre artístico proviene de la saga Final Fantasy, "Ryūkishi" es el término japonés para "Caballero Dragón", y "07" por un juego de palabras japonés (Goroawase) con el nombre del personaje de Final Fantasy V: "Lenna".

## Trabajos
- Higurashi no Naku Koro ni
- Kaidan to Odorō, Soshite Anata wa Kaidan de Odoru (怪談と踊ろう、そしてあなたは階段で踊る?)
- Higurashi Daybreak (screenplay)
- ~Verokia Dragoon Story~ ( ヴェロキア竜騎兵物語イメージソング?)
- Umineko no Naku Koro ni
- Rewrite por Key
- Ōkami Kakushi by Konami (director)
- Higanbana no Saku Yoru ni
- Natsu no Kagerō (なつのかげろう?)
- Rose Guns Days[1][2]
- Iwaihime
- Hotaburi No Tomoru Koro Ni
- TRianThology「Sanmenkyou no Kuni no Alice」
- Ren'ai Harem Game Shuuryou no Oshirase ga kuru Koro ni (恋愛ハーレムゲーム終了のお知らせがくる頃に?)
- Ciconia No Naku Koro Ni
- Bakemonotachi ga Usobuku Koro ni
- LOOPERS
- Silent Hill f (サイレントヒル f)